# Daydream B-Liver
Daydream B-Liver to kompilacja utworów awangardowej grupy The Residents ułożona przez oficjalny fanklub grupy Uncle Willie's Eyeball Buddies i wydana w 1990 roku. Płyta jest drugą częścią wydanej rok wcześniej składanki Liver Music.

## Lista utworów
1. Daydream in Space
2. Dog Glue
3. Dear Brother
4. Pictures of Life's Other Side
5. I'm So Lonesome I Could Cry
6. A Live Radio Broadcast
7. The Boarding House
8. King Kong
9. All Tha' Freaks
10. From the Plains to Mexico
11. Wistful Break
12. Burning Love
13. Daydream Believer